# IG Field
El Princess Auto Stadium (anteriormente IG Field), es un estadio multipropósito situado en la ciudad de Winnipeg, en la provincia de Manitoba, Canadá. Inaugurado en 2013, se encuentra dentro del campus de la Universidad de Manitoba. Es propiedad de Triple B Stadium Inc., un consorcio que agrupa a la ciudad de Winnipeg, la provincia de Manitoba y la Universidad de Manitoba, y es el estadio de los Winnipeg Blue Bombers, de la liga de fútbol canadiense, y miembro de la Canadian Football League. Además, juega en él el Valour FC, de la Canadian Premier League.
El estadio tiene una capacidad para 33 500 espectadores y posee un techo de metal corrugado que cubre parcialmente las tribunas, posee restaurantes, 52 suites, un paseo de la fama y otros servicios.

## Historia
El primer partido de los Winnipeg Blue Bombers en el nuevo estadio se realizó el 27 de junio de 2013 ante el Montreal Alouettes, juego finalizado con la derrota de Winnipeg por 33:38. El primer partido de fútbol se celebró el 8 de mayo de 2014 y enfrentó a las Selecciones femeninas de Canadá y Estados Unidos, el partido amistoso ante 28 255 espectadores finalizó empatado 1:1.
En marzo de 2014, la Canadian Football League designó al estadio para albergar la sede de la 103a edición de la Grey Cup el 29 de noviembre de 2015. El estadio es también una de las seis ciudades designadas para la realización de la Copa Mundial Femenina de Fútbol 2015.

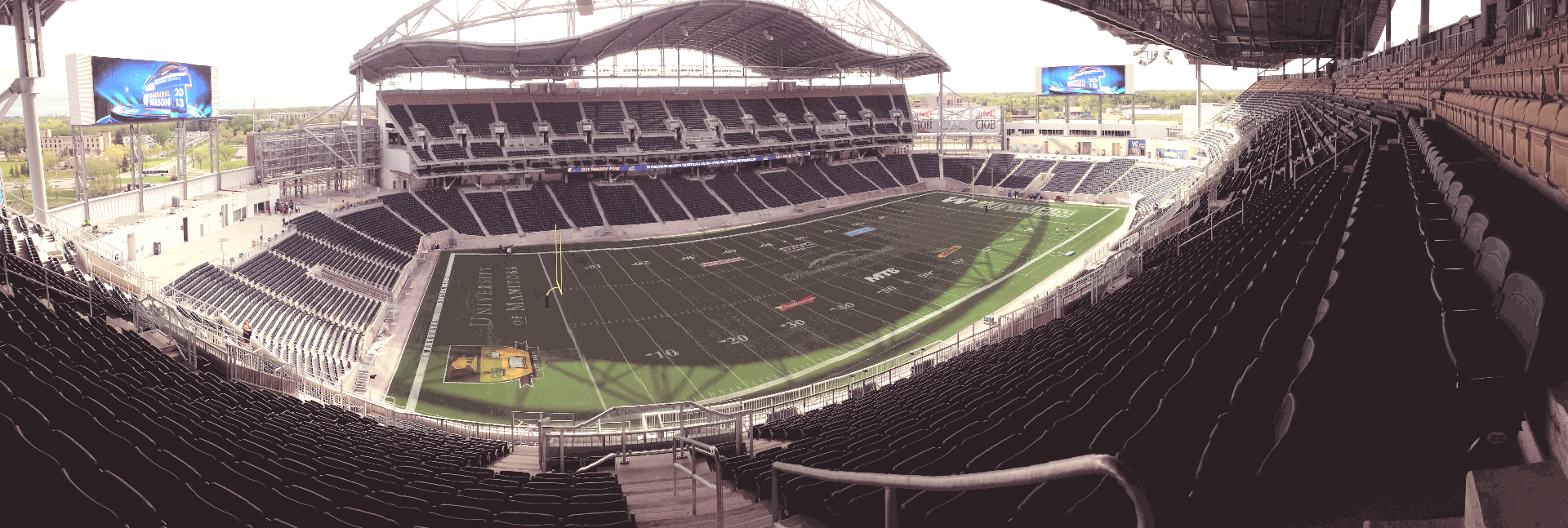
Imagen panorámica del Investors Group Field.

## Eventos

### Copa Mundial Femenina de Fútbol de 2015
El estadio albergó siete partidos de la Copa Mundial Femenina de Fútbol de 2015.
| Fecha               | Equipo #1      | Resultado | Equipo #2     | Ronda                 | Espectadores |
| ------------------- | -------------- | --------- | ------------- | --------------------- | ------------ |
| 8 de junio de 2015  | Suecia         | 3–3       | Nigeria       | Primera fase, Grupo D | 31,148       |
| 8 de junio de 2015  | Estados Unidos | 3–1       | Suecia        | Primera fase, Grupo D | 31,148       |
| 12 de junio de 2015 | Australia      | 2–0       | Nigeria       | Primera fase, Grupo D | 32,716       |
| 12 de junio de 2015 | Estados Unidos | 0–0       | Suecia        | Primera fase, Grupo D | 32,716       |
| 15 de junio de 2015 | Alemania       | 4–0       | Tailandia     | Primera fase, Grupo B | 26,191       |
| 15 de junio de 2015 | China          | 2–2       | Nueva Zelanda | Primera fase, Grupo A | 26,191       |
| 16 de junio de 2015 | Ecuador        | 0–1       | Japón         | Primera fase, Grupo C | 14,522       |